# Stourton (Warwickshire)
Stourton est un village et une paroisse civile du Warwickshire, en Angleterre.